# Aldeasaz
Aldeasaz es una localidad española del municipio de Turégano, perteneciente a la provincia de Segovia, en la comunidad autónoma de Castilla y León.
Es junto a Berrocal y Carrascal uno de los barrios históricos de La Cuesta, incorporados junto con ella a Turégano en 1972.

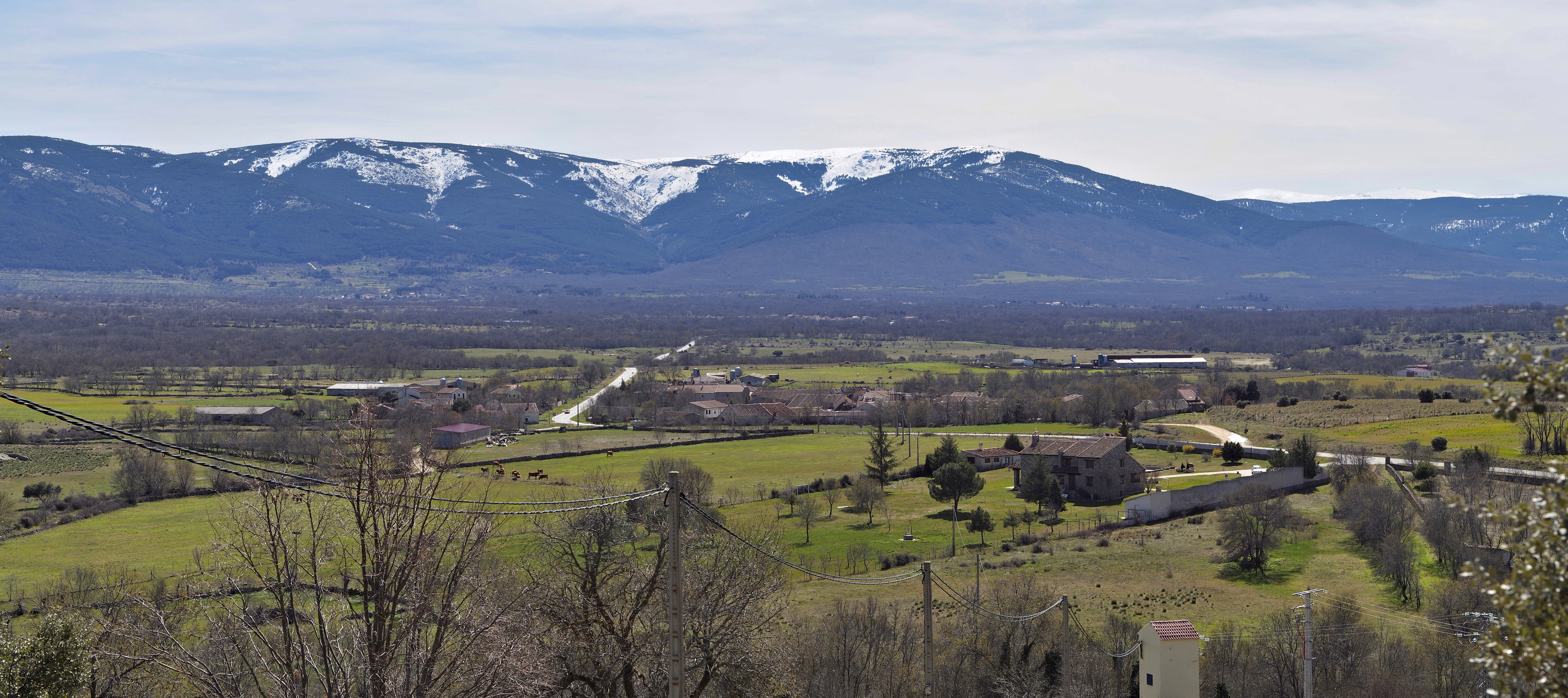
Vista panorámica de la localidad desde el núcleo de La Cuesta

## Toponimia

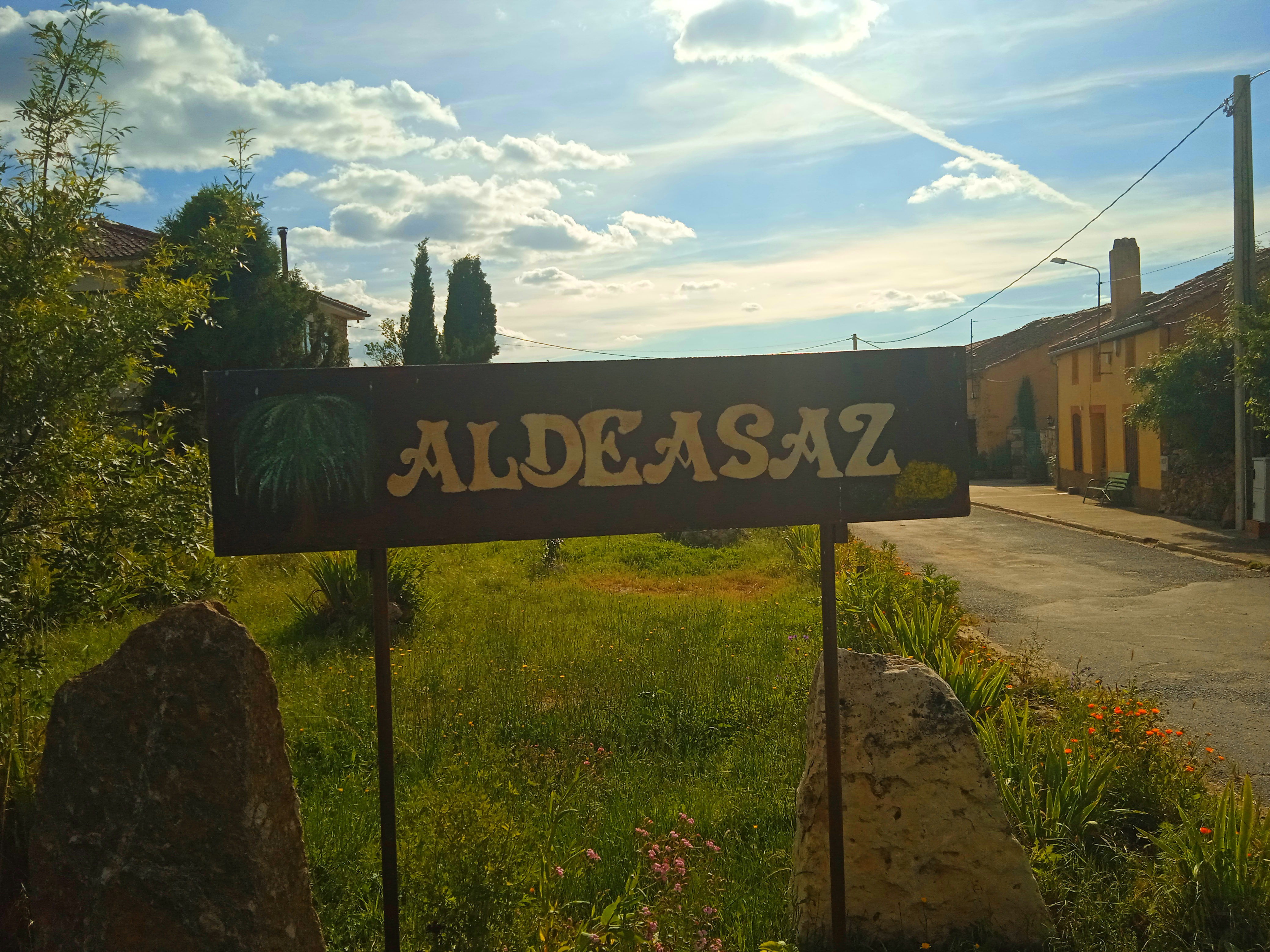
Cartel en Aldeasaz con un sauce dibujado en referencia al origen del nombre de la localidad.

Su nombre significa, aldea del sauce, llamados en tierras segovianas en el medievo salces, del latín salix-salicis.Ocasionalmente también es citada como Aldeasaz de La Cuesta.

## Geografía física

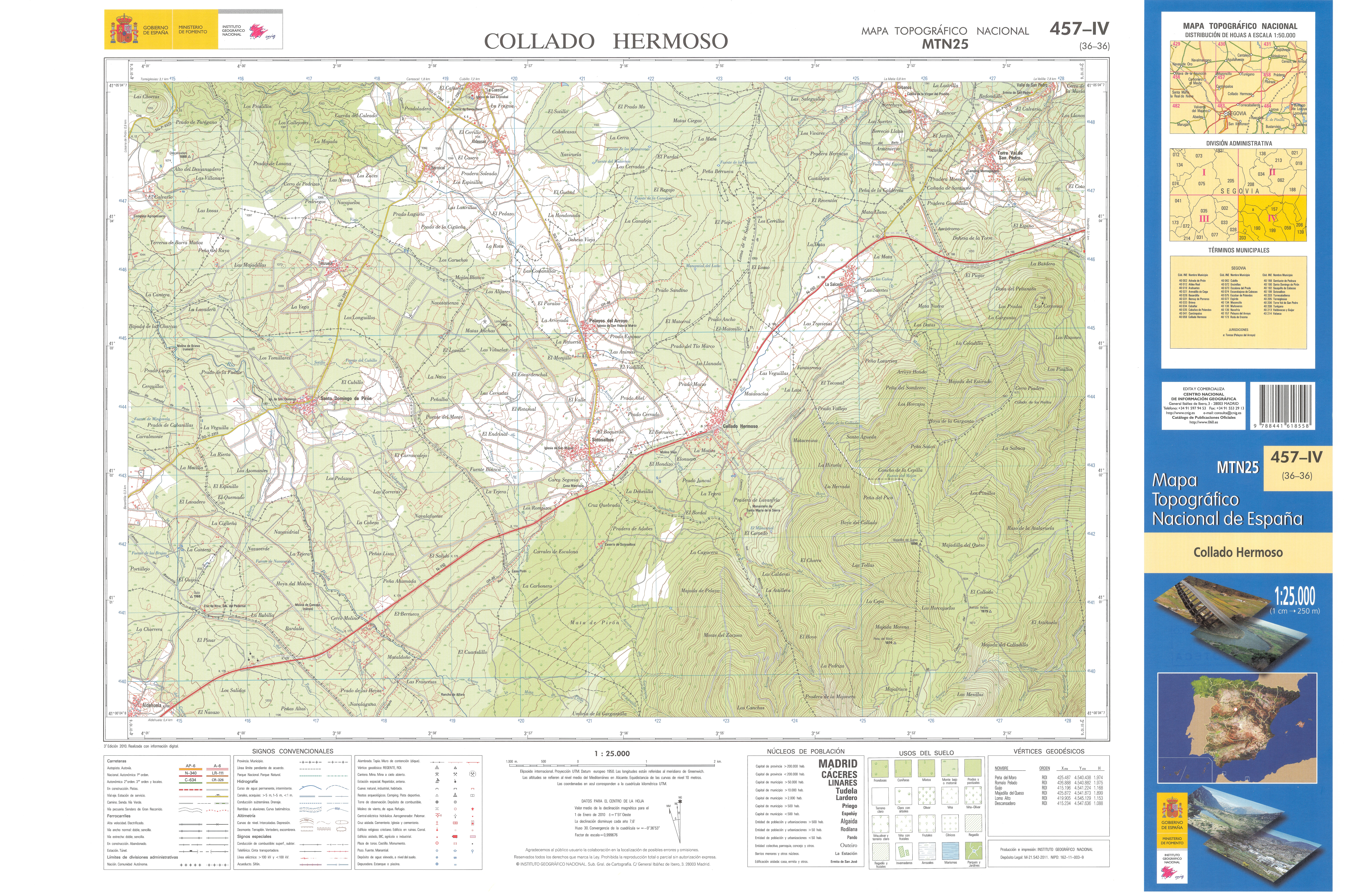
Fragmento de la hoja 457 del Mapa Topográfico Nacional de España de 2010 en el que se representa parte de Aldeasaz

Se ubica en el piedemonte de la Sierra de Guadarrama y al margen derecho del río Viejo, en una zona donde abundan los prados de fresnos. La zona urbanizada se sitúa en las estribaciones de la atalaya al noroeste donde se sitúa el núcleo de La Cuesta, del que dista 1 km.
Se puede acceder al núcleo desde la Ermita de Santa Rosa en La Cuesta y desde Sotosalbos, en ambos casos por la carretera SG-V-2366 que atraviesa la localidad, también desde Berrocal por un camino de tierra compactada cuyo asfaltado quedó desestimado.

## Historia
Existen yacimientos arqueológicos con cerámicas de la Edad del Bronce, restos de una villa romana y neolíticos por gran parte del término de La Cuesta.
El casco actual es de fundación o repoblación medieval, dentro del Sexmo de Posaderas de la Comunidad de Ciudad y Tierra de Segovia y la vicaría de Turégano. La vecina población de La Cuesta es citada por primera vez en 1247, momento para el que Aldeasaz debería ya existir.
Para el siglo XVI, ya consta documentación acreditando a Aldeasaz como barrio de La Cuesta, que en el siglo XIX describe Aldeasaz ya abiertamente como uno de sus barrios, al igual que Berrocal y Carrascal, reuniéndose los representantes de estos cuatro barrios en la Casa de Juntas de La Cuesta.
Hacia mediados del siglo XIX, el lugar, por entonces perteneciente a La Cuesta, tenía contabilizadas veinte casas y veintidós pajares. Aparece descrito en el primer volumen del Diccionario geográfico-estadístico-histórico de España y sus posesiones de Ultramar de Pascual Madoz con las siguientes palabras:

ALDEASAZ: barrio de la prov. y part. jud. de Segovia (3 1/2 leg.), que con otros compone el ayunt. del l. de la Cuesta: sit. en una llanura á 1/8 escaso leg. de su matriz: tiene 20 casas para habitacion, bajas y reducidas, que forman cuerpo de pobl., y ademas 22 pajares para encerraderos de paja, yerba y ganados: sus calles estan sin empedrar y muy sucias en el invierno: los niños de este barrio concurren á la escuela del pueblo principal: hay dos fuentes para el uso general de personas y animales, y una ermita con el título de S. Isidoro, sin rent. algunas: su pobl., riqueza y contr.: están incluidas en el artículo Cuesta, la (V.).
(Madoz, 1845, p. 509)

Pese a su limitada población actual, en 1950 llegó a alcanzar las 100 personas, reducida tras el éxodo rural de las décadas posteriores.
Perteneció como barrio a La Cuesta hasta el 26 de julio de 1972, tras el intento de segregación de Carrascal y unión con Torreiglesias, el Ayuntamiento de La Cuesta se opuso y pidió su integración y la de todos sus barrios en Turégano, pasando a ser desde ese momento Aldeasaz, Berrocal, Carrascal y La Cuesta a ser barrios de este, con su capital municipal a 10 km y un palpable desinterés por todos ellos.

## Demografía
En 2023, la entidad singular de población tenía empadronados veinte habitantes y el núcleo de población, también veinte.
| 26            | 28 | 27 | 30 | 44 | 33 | 27 | 24 | 22 | 21 | 18 | 21 |
| (Fuente: INE) |    |    |    |    |    |    |    |    |    |    |    |

## Economía

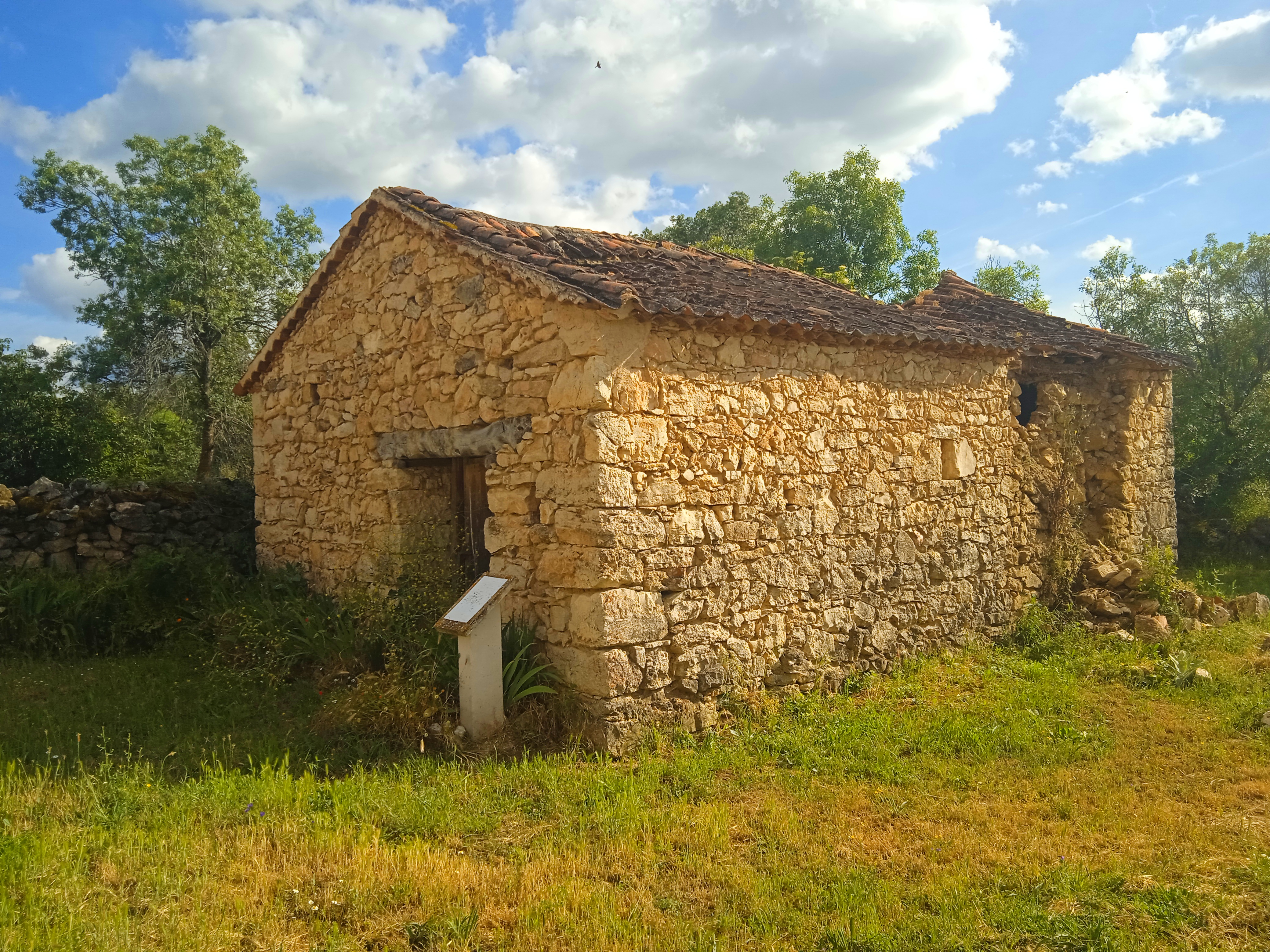
Toril

Destacan las actividades tradicionales como la agricultura y la ganadería, destacando en esta especialmente la bobina extensiva, legado de ello es el edificio del toril. En la actualidad también han proliferado los establecimientos dedicados al turismo rural.

## Cultura

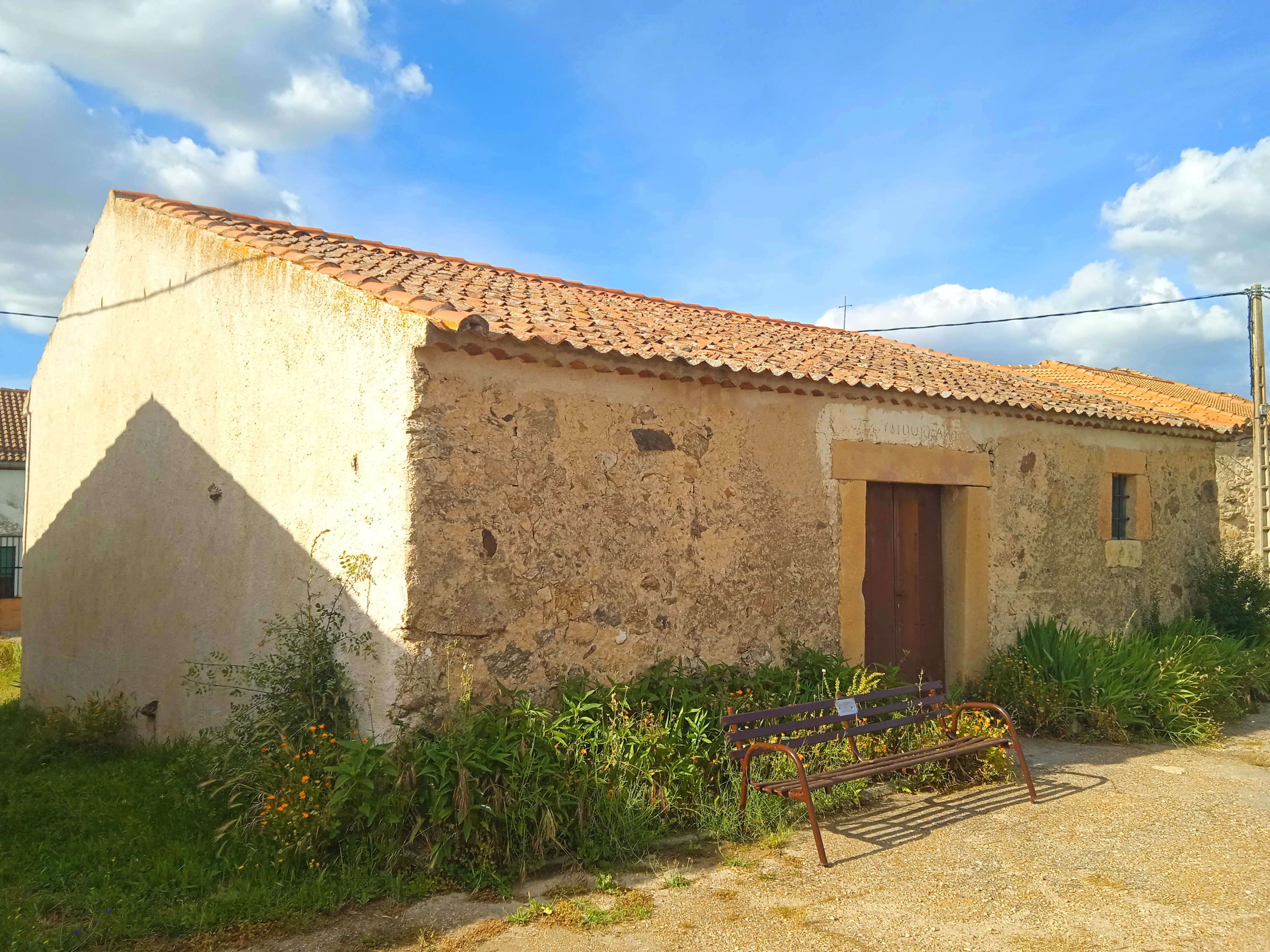
Ermita de San Isidoro

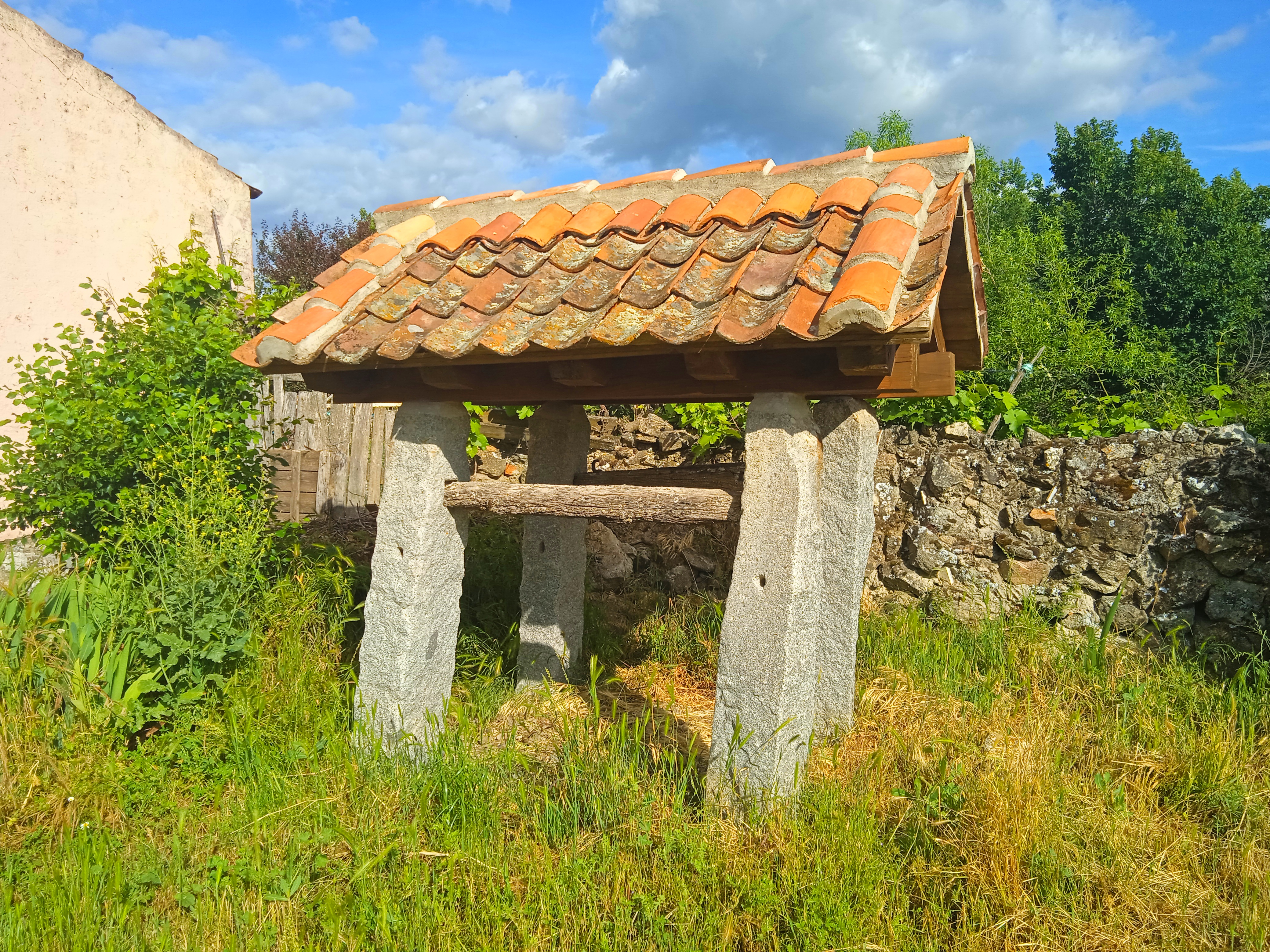
Potro de herrar

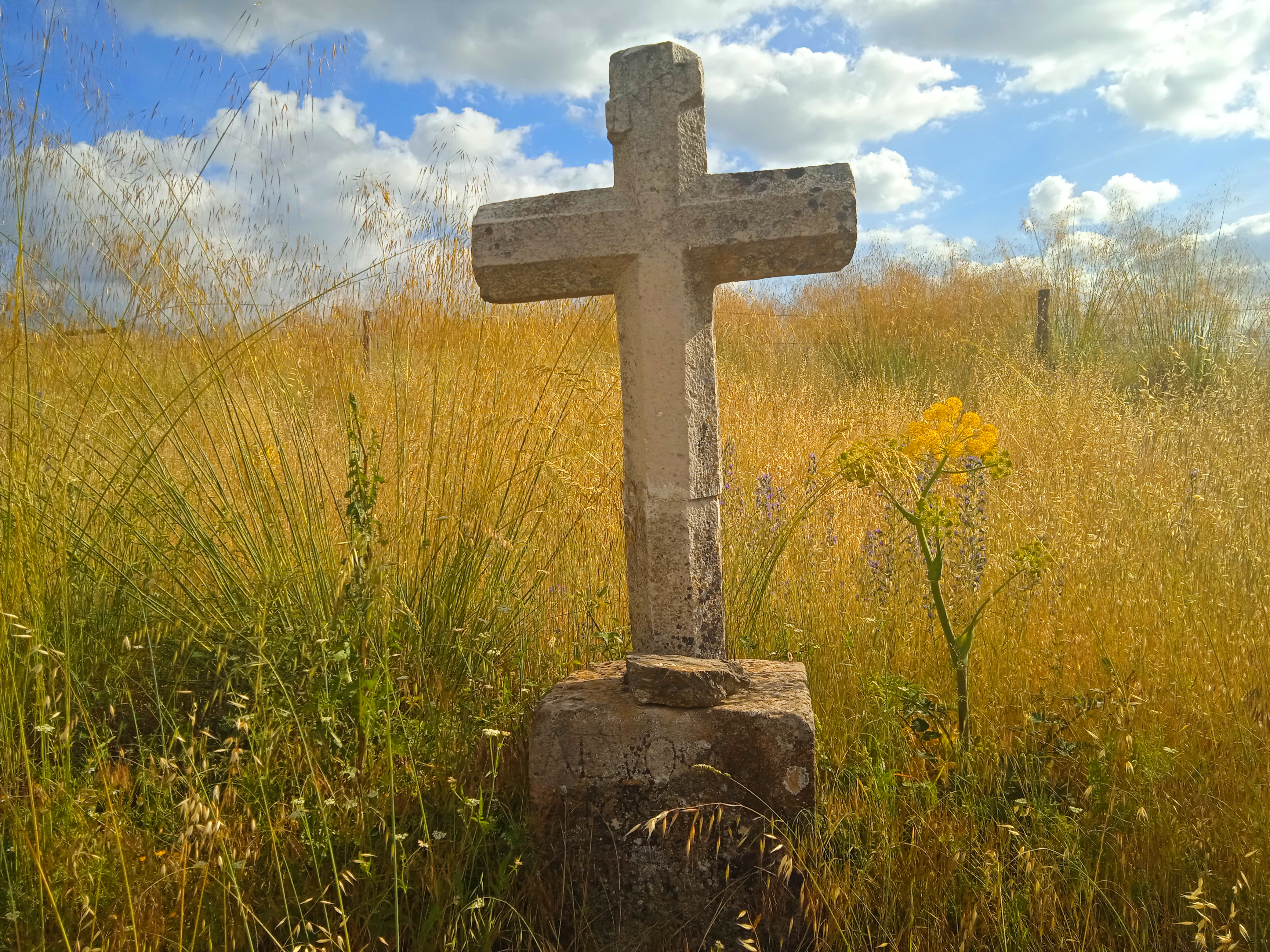
Cruz de término

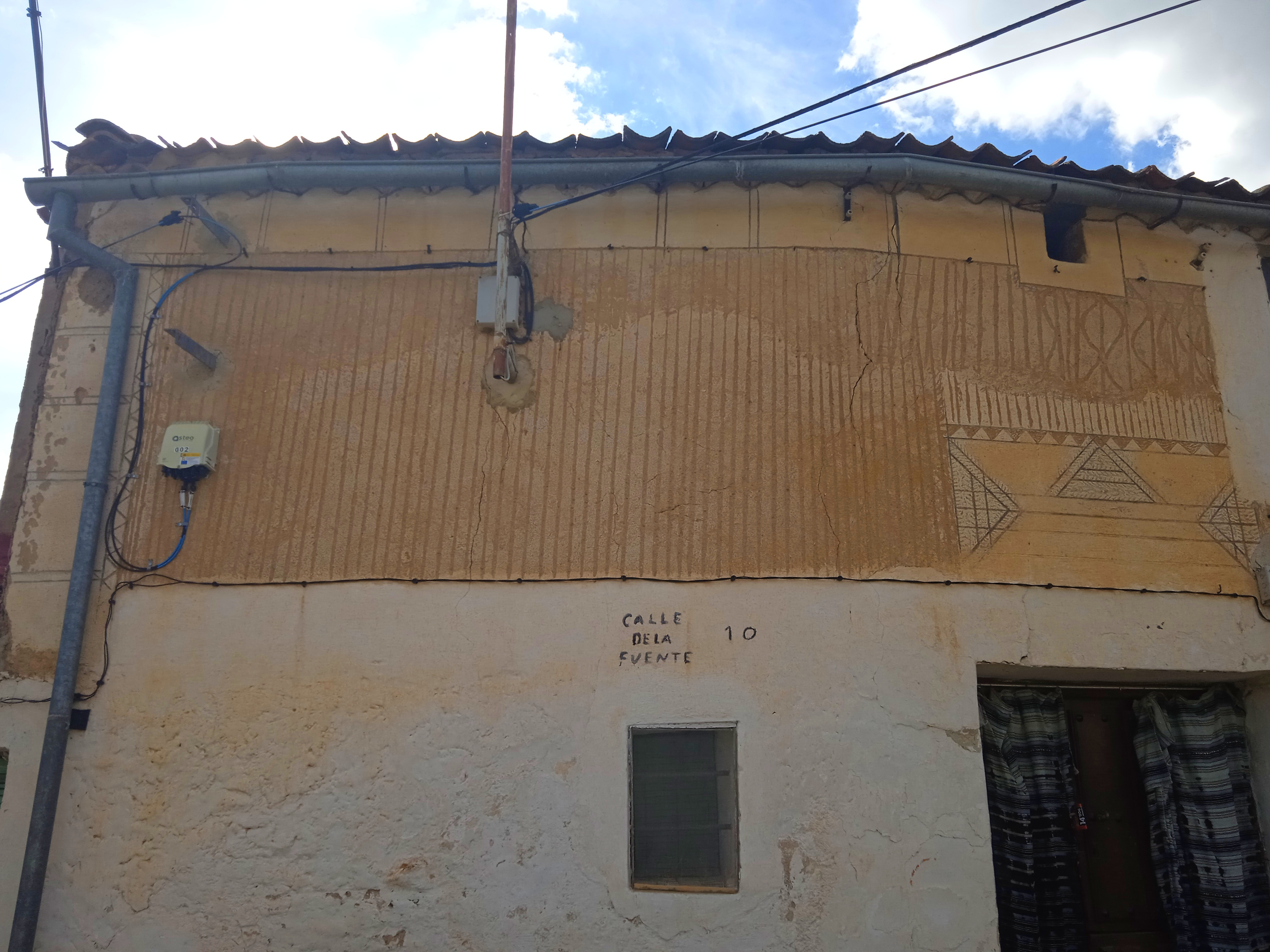
Pared con restos de Esgrafiado Segoviano típico antiguo

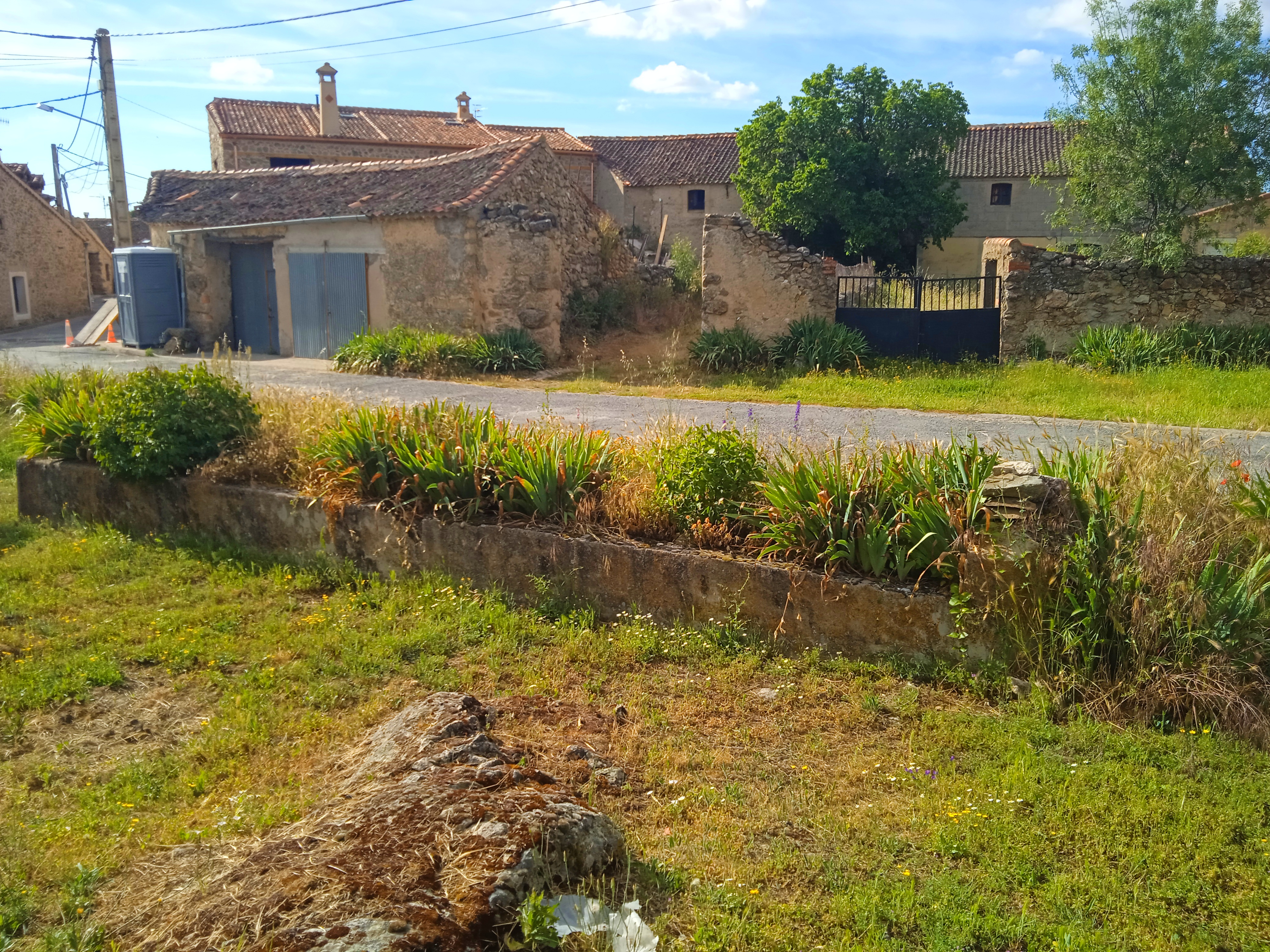
Pilón en desuso

### Patrimonio
- El toril. Planta rectangular de mampostería cubierta de madera. Allí se guardaban los toros sementales comunales, en el interior hay un gran pesebre labrado en el tronco de un fresno.
- Ermita de San Isidoro. Planta rectangular, destaca su retablo barroco del siglo XVII con la imagen del santo y una inscripción antigua en el dintel de la puerta. Años atrás se pensó en subir la imagen a la iglesia de La Cuesta, pero el electrocutamiento del portador al tocar un cable eléctrico se interpretó como indicativo de que era mejor mantenerlo aquí.
- Molino de Aldeasaz, hidráulico y comunal, se remonta al menos al siglo XVIII y está situado en el río Viejo. Es un edificio único de planta rectangular y a pesar de su mal estado de conservación se vislumbran restos de la maquinaria. En su entorno hay también pozas de lino.[4]
- Dos aljibes de mampostería y bóvedas de ladrillo.
- Potro de herrar.
- Aventadora.
- Cruz de término.
- Casas de arquitectura tradicional, algunas con esgrafiado típico segoviano.
- Distintas fuentes y pilón.
- Senda natural hasta el río Viejo.[2][10][11][12]

### Fiestas
- San Isidoro, el 2 de enero.[2][6]